# Chari Hawkins
Chari Wanda Hawkins (* 21. Mai 1991 in Rexburg, Idaho) ist eine US-amerikanische Leichtathletin, die sich auf den Siebenkampf spezialisiert hat.

## Sportliche Laufbahn
Chari Hawkins wuchs in Idaho auf und studierte an der Utah State University. 2015 startete sie im Siebenkampf bei der Sommer-Universiade in Gwangju und belegte dort mit 5707 Punkten den vierten Platz. 2019 gelangte sie bei den Weltmeisterschaften in Doha mit 6073 Punkten auf den zwölften Platz und 2022 konnte sie ihren Wettkampf bei den Hallenweltmeisterschaften in Belgrad im Fünfkampf nicht beenden. Im Jahr darauf startete sie erneut bei den Weltmeisterschaften in Budapest und belegte dort mit 6366 Punkten den achten Platz im Siebenkampf und 2024 belegte sie bei den Hallenweltmeisterschaften in Glasgow mit 4388 Punkten den siebten Platz im Fünfkampf. Im August nahm sie an den Olympischen Sommerspielen in Paris teil und gelangte dort mit 5255 Punkten auf den 21. Platz.
2022 wurde Hawkins US-amerikanische Hallenmeisterin im Fünfkampf.

## Persönliche Bestleistungen
- Siebenkampf: 6456 Punkte, 24. Juni 2024 in Eugene
  - Fünfkampf (Halle): 4492 Punkte, 26. Februar 2022 in Spokane